# Agua Fria River
Agua Fria River – rzeka w USA, w Arizonie, prawobrzeżny dopływ Gila River. Rzeka ma południkowy przebieg płynąc z północy i tylko w najwyższej części płynie na południowy wschód.

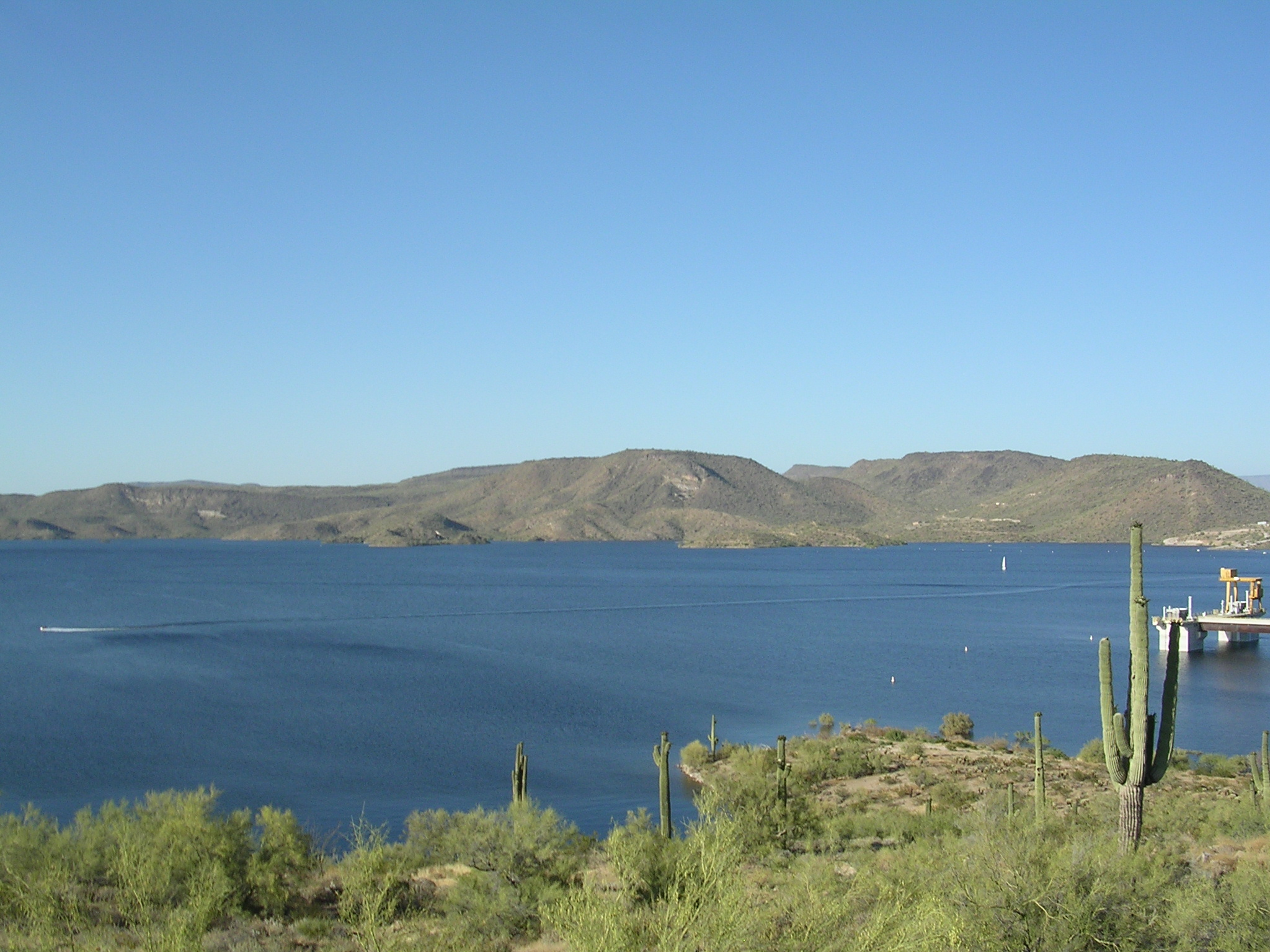
Zbiornik retencyjny Lake Pleasant

Agua Fria River ma długość 193 km i płynie przez dwa hrabstwa: Yavapai i Maricopa. Na granicy hrabstw, około 56 km na północ od ujścia na rzece zbudowano tamę (Waddell Dam), która utworzyła zbiornik retencyjny Lake Pleasant o powierzchni 30 km².
W odległości około 65 km na północ od Phoenix wzdłuż rzeki utworzono pomnik narodowy Agua Fria National Monument, którego zadaniem jest ochrona prehistorycznych ruin indiańskich z okresu 1250 – 1450 n.e. oraz petroglifów naskalnych. Ponadto w parku, którego główną część stanowi kanion rzeczny przecinający płaskowyż jest bogata roślinność półpustynna oraz wiele ciekawych tworów skalnych i pozostałości po wygasłym wulkanie